# Distrikt Güzelyurt
Koordinaten: 35° 12′ N, 33° 0′ O
Der Distrikt Güzelyurt, türkisch Güzelyurt İlçesi, ist einer der sechs Distrikte der international nicht anerkannten Türkischen Republik Nordzypern im Nordwesten der Mittelmeerinsel Zypern. Sein Hauptort ist Güzelyurt (Morphou). Im Jahr 2011 hatte der Distrikt 18.946 Einwohner.
Nach Lesart der Republik Zypern ist der Distrikt Güzelyurt Teil des Bezirks Nikosia.

## Gemeinden
Der Distrikt Güzelyurt besteht aus einer Stadt und 24 Gemeinden. Städte sind fett dargestellt.
- Argaki
- Ambelikou
- Ammadies
- Angolemi
- Elia
- Galini
- Kalo Chorio Kapouti
- Karavostasi
- Katokopia
- Kato Zodia
- Kazivera
- Kokkina
- Kyra
- Lefka
- Loutros
- Morfou
- Nikitas
- Pano Zodia
- Pendagia
- Peristeronari
- Petra
- Prastio
- Syrianochori
- Varisia
- Xerovounos